# ميليسا وليامز
ميليسا وليامز (بالإنجليزية: Melissa Williams)‏ هي أكاديمية أمريكية، ولدت في 1960.